# Драган Велић
Драган Велић (Сушица, 18. новембар 1958) српски је политичар, тренутно је председник Скупштине Заједница општине Аутономне покрајине Косово и Метохија, Велић је обављао дужност председника Скупштине Заједница општине Аутономне покрајине Косово и Метохија од 2001. до 2004.

## Младост
Рођен је рођен 18. новембар, 1958. године у Сушици, у општини Приштина у Југославији. Дипломирао је на Техничком факултету у Приштини, 1982. године у Приштини. Завршио је студије на правном факултету.

## Биографија
Био је технички директор, а затим генерални директор предузећа Биначка Морава Гњилање од 1988. до 1991. године и секретар за урбанизам и изградњу Скупштине града Приштина од 1992-1997. године.
Од 6. децембар 2001. године до 28. септембар 2004. године, био је шеф Косовског округа; био је председник Извршног одбора Националног савета Косова и Метохије (СНВ) Србије од 2002. до 2006. Велић је од 2003. члан Европског центра за мањинска питања Сталне техничке радне групе.

## Породични живот
Живи у Новом Бадовцу у општини Приштина и је ожењен и има троје деце.